# Annerod
Annerod is een plaats in de Duitse gemeente Fernwald, deelstaat Hessen, en telt 2800 inwoners.